# Shufersal

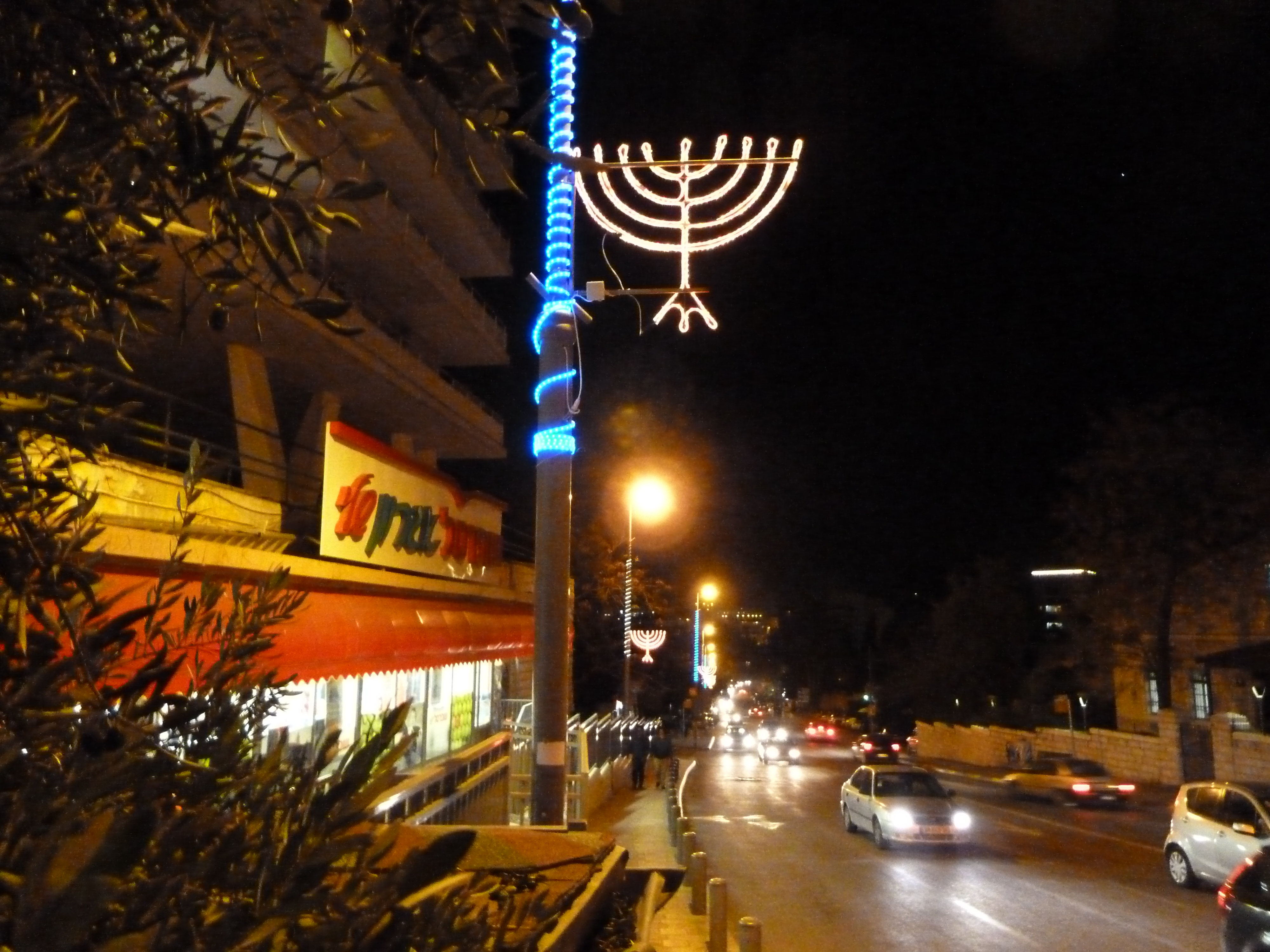
Jerusalem, Agron Road 1, Hanukkahbeleuchtung am "Shufersal Agron Sheli".

Shufersal Ltd., ehemals Super-Sol (Englisch) und Shufra-Sal (Hebräisch), allgemein bekannt als Super-Sal, ist mit einem Marktanteil von 20 % die größte Supermarktkette in Israel. Das 1958 gegründete Unternehmen war das erste Unternehmen, das das amerikanische Supermarktmodell in Israel umsetzte. Im Oktober 2021 verfügte Shufersal über insgesamt 280 Filialen und 90 Filialen von Be Drugstores Ltd. Das Unternehmen beschäftigt rund 17.000 Mitarbeiter, davon 460 Schwerbehinderte. Das Unternehmen befasst sich auch mit der Entwicklung von Gewerbeimmobilien. Die Aktien von Shufersal werden an der Börse von Tel Aviv gehandelt und sind Bestandteil des TA-125-Index. Der Umsatz der Kette belief sich im Jahr 2022 auf 4,27 Milliarden US-Dollar.

Shufersals Logo

## Geschichte
Shufersal wurde 1958 von einer Gruppe von Lebensmittelhändlern aus Detroit, Michigan, gegründet. Nate Lurie aus Southfield, Michigan, war einer der Mitbegründer und der erste Vorstandsvorsitzende. Der Name war ursprünglich ein Portmanteau aus dem aramäischen *shufra* שופרא, was „Premium“ bedeutet, und *sal* סל, hebräisch für „Korb“.
Im Jahr 2005 führte das Unternehmen einen strategischen Wachstumsplan ein und schuf drei Supermarktkategorien: „Shufersal Deal“, „Shufersal Big“ und „Shufersal Sheli“. Anfang 2006 erwarb Shufersal die drittgrößte Einzelhandelskette in Israel, Clubmarket. Im Oktober 2006 führte die Kette die Shufersal Credit Card ein.
Im Jahr 2009 wurde die Tochtergesellschaft Yesh gegründet, die auf den Haredi-Markt abzielt. Zu den Merkmalen der Yesh-Geschäfte gehören Produkte, die sich an größere Familien richten, niedrigere Preise, strengere Kaschrut-Standards und in einigen Geschäften getrennte Öffnungszeiten für Männer und Frauen anbieten.
Im Jahr 2009 wurde Shufersal wegen des Kaufs von Clubmarket mit einer Kartellklage bedroht.
Am 5. März 2023 ging Shufersal eine Partnerschaft mit dem niederländisch-französischen multinationalen Einzelhändler Spar ein, um in den nächsten drei Jahren mindestens 10 SPAR-Märkte in Israel zu eröffnen und ein Monopol für den Verkauf von Spar-Produkten in Israel zu erhalten.

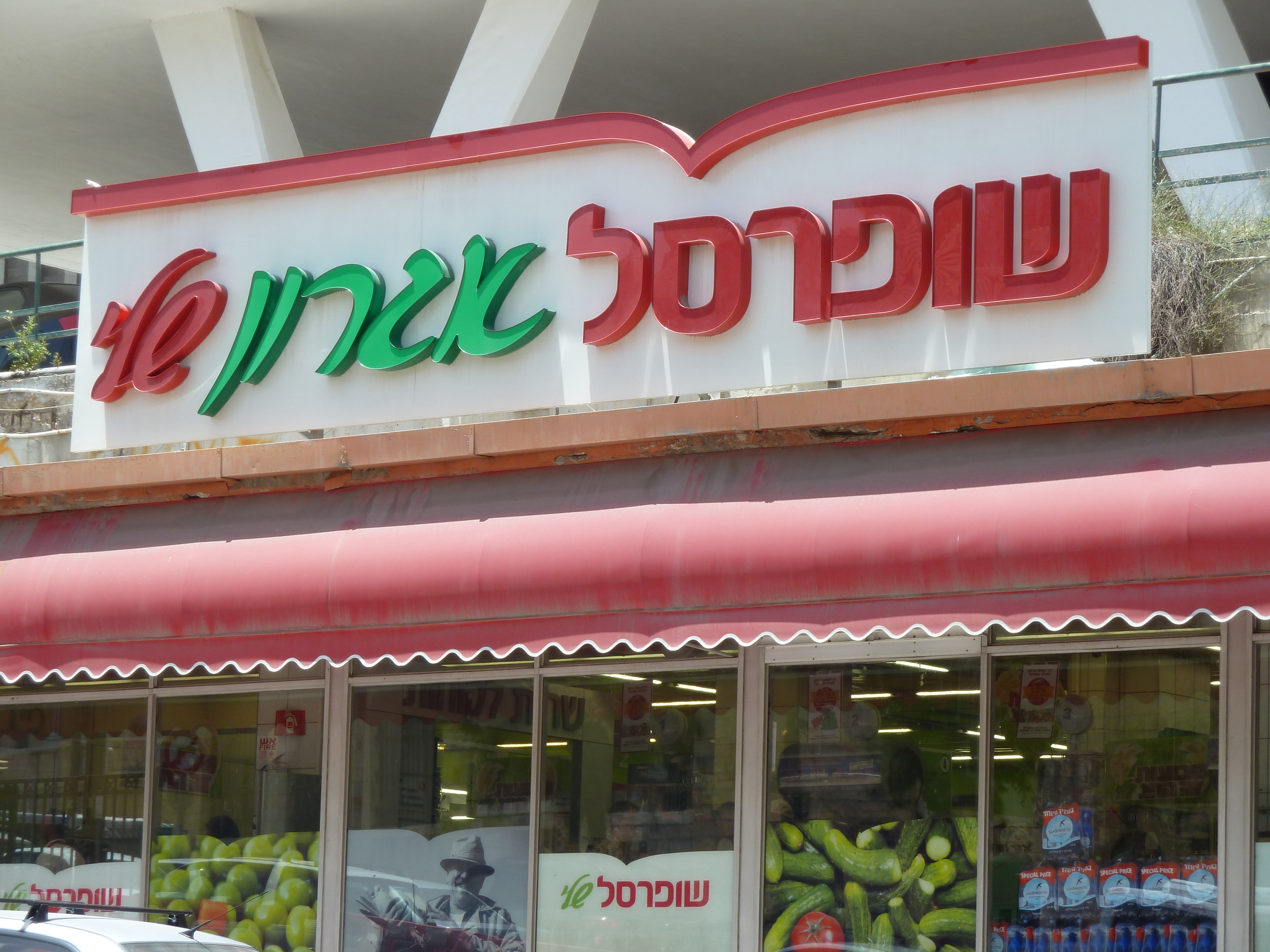
Shufersal-Markt in Jerusalem